# Sånger för ensamma älskare (album)
Sånger för ensamma älskare är ett livealbum av Tommy Körberg som kom ut år 1999.

## Låtlista
1. Somebody's Taken Maria away
2. Judy min vän
3. Drömmen om Elin
4. Som en bro över mörka vatten (Bridge over Troubled Water)
5. Valsmelodi
6. Molins fontän
7. Errol Flynn
8. Ravaillac
9. Moon River
10. Konsten att vara vacker
11. Dags för en förändring
12. Everything Must Change
13. Väntat under lång tid
14. Djävulen är kvinna